# Lithospermum cobrense
Lithospermum cobrense är en strävbladig växtart som beskrevs av Edward Lee Greene. Lithospermum cobrense ingår i släktet stenfrön, och familjen strävbladiga växter. Inga underarter finns listade i Catalogue of Life.